# Łukasz Barczyk
Łukasz Barczyk (ur. 2 września 1974 w Olkuszu) – polski reżyser, scenarzysta, producent i wykładowca akademicki. Twórca dramatów psychologicznych i filmów fabularnych nagradzanych zarówno na polskich i międzynarodowych festiwalach filmowych.

## Życiorys

### Wykształcenie
Absolwent II Liceum Ogólnokształcącego im. Stefana Batorego w Warszawie (matura 1993). Studiował na Wydziale Prawa i Administracji Uniwersytetu Warszawskiego. Jest absolwentem Wydziału Reżyserii w PWSFTviT im. Leona Schillera w Łodzi (1998). W roku 2016 otrzymał stopień doktora sztuki filmowej nadany na Wydziale Reżyserii Filmowej i Telewizyjnej PWSFTViT w Łodzi.

### Film
Pełnometrażowy debiut Łukasza Barczyka to Patrzę na ciebie, Marysiu (1999), w którym główne role zagrali Maja Ostaszewska i Michał Bukowski. Fabuła opowiada historię młodego małżeństwa Michała i Marysi i rodzącego się w nim kryzysu. Ona pragnie stabilizacji, małżeństwa i dziecka, on – boi się odpowiedzialności i utraty wolności. W 2000 roku na 25. Festiwalu Polskich Filmów Fabularnych w Gdyni Barczyk otrzymał nagrodę dla najlepszego debiutanta. W tym samym roku Barczyk otrzymał także nagrodę im. Andrzeja Munka dla najlepszego debiutującego reżysera, a w 2001 roku nagrodę specjalną i wyróżnienie Międzynarodowej Federacji Krytyków Filmowych FIPRESCI.
W dramacie psychologicznym Przemiany (2003) Barczyk ponownie przygląda się relacjom rodzinnym. Obraz, którego akcja rozgrywa się w dworku na prowincji, przedstawia historię trzech sióstr, w tych rolach Maja Ostaszewska, Katarzyna Herman i Aleksandra Konieczna. Niespodziewane przybycie narzeczonego jednej z nich (Jacek Poniedziałek), działa jak katalizator, obnażając skrywane przez lata rodzinne tajemnice, tłumione uczucia i wzajemne urazy. Przemiany były pokazywane na kilkudziesięciu festiwalach w Polsce i na świecie. Podczas Festiwalu Filmowego w Turynie film zdobył 3 nagrody, w tym Nagrodę Specjalną Jury „za niespotykaną intensywność, jaką zademonstrowali wszyscy aktorzy, portretując swoich bohaterów”, Nagrodę Młodych „Cinema Avvenire” „za rygorystyczną i zasadniczą narrację, za znakomitą reżyserię aktorów, oraz za pokazanie łamania skorupy rodziny, która za niepewną równowagą skrywa patologie i niewyjaśnione urazy” oraz nagrodę krytyków FIPRESCI.
W 2009 roku Barczyk zaskoczył widzów i krytyków filmem Nieruchomy poruszyciel, którego był nie tylko reżyserem i scenarzystą, ale także po raz pierwszy producentem. Film reklamowany przez dystrybutora jako thriller erotyczny był w istocie dramatem psychologicznym opowiedzianym środkami thrillera. To jeden z pierwszych w historii polskiej kinematografii filmów opowiadających o problemie molestowania seksualnego nakręcony jeszcze przed narodzinami ruchu Me Too. W rolę ofiary, molestowanej pracownicy huty szkła wcieliła się debiutująca przed kamerą Marieta Żukowska. Psychopatycznego dyrektora huty zagrał Jan Frycz. Obraz wzbudził mieszane emocje potwierdzając odwagę artystyczną Barczyka.
Kolejny film Italiani (2011), obraz będący luźną adaptacją opowiadania Hamlet piemoncki Gustawa Herlinga-Grudzińskiego, to ponownie intymne studium rodziny. Barczyk stworzył w nim oniryczną opowieść o kazirodczej relacji matki i syna, skazanych na wspólne życie w mrocznym toskańskim pałacu podczas faszystowskiej dyktatury Mussoliniego. Reżyser zaprosił do współpracy aktorów Teatru Nowego: Jacka Poniedziałka, Renate Jett i Thomasa Schweiberera, a do roli głównej Krzysztofa Warlikowskiego, reżysera teatralnego. Pożądanie, samotność, strach przed bliskością, zbrodnia i odkupienie – to tylko niektóre z wątków tego psychologicznego dramatu.
Hiszpanka z 2015 roku to zwrot w twórczości Barczyka. Reżyser osadza akcję w realiach powstania wielkopolskiego. Nie jest to jednak klasyczne kino historyczne. Powstanie jest tu metaforą walki o wolność, toczonej nie tylko z bronią w ręku, ale przede wszystkim w umyśle jednostki. Grupa polskich patriotów, obdarzonych telepatycznymi zdolnościami, staje do walki o duszę narodu, której uosobieniem jest charyzmatyczny Ignacy Jan Paderewski (Jan Frycz). Walka jasnowidzów o Polskę toczy się we śnie Paderewskiego, któremu złowrogie medium: doktor Abuse (Crispin Glover), wynajęty przez pruską armię wmawia chorobę – grypę Hiszpankę. Hiszpanka, film pełen surrealistycznych obrazów i symbolicznych odniesień, wywołał mieszane reakcje wśród krytyków i publiczności.
W komedii Soyer z 2017 roku Barczyk z ironią portretuje współczesne kapitalistyczne społeczeństwo. Tytułowy bohater, Konrad Sadko „Soyer” (Maciej Musiałowski), to młody chłopak, który z uporem próbuje nawrócić najbliższych na weganizm i ascetyczny styl życia. Barczyk umieszcza Soyera w samym sercu konsumpcyjnego świata, konfrontując go z cynicznym szwagrem Jankiem (Cezary Kołacz) i rozdartą między miłością do brata i lojalnością wobec męża siostrą Małgorzatą (Marianna Zydek).
W 2024 roku Barczyk powrócił z dramatem psychologicznym Próba łuku, łączący elementy filmu dokumentalnego i fabularnego. Główna bohaterka, Marta (alegoria Penelopy z Odysei Homera), grana przez Marietę Żukowską, dziesięć lat po zniknięciu męża postanawia zrozumieć, co tak naprawdę się z nim stało, i nazwać relację, jaka ich łączyła. Premiera filmy odbyła się podczas Międzynarodowego Festiwalu Filmowego Nowe Horyzonty, gdzie był pokazywany w sekcji Mistrzynie i Mistrzowie. Próba Łuku została także zaprezentowana podczas 49. Festiwalu Polskich Filmów Fabularnych w Gdyni w sekcji Perspektywy.

### Teatr Telewizji
W 2004 roku wyreżyserował swój pierwszy spektakl dla Teatru Telewizji. Dla programu 2 TVP zrealizował Beztlenowce oraz spektakl Kostka smalcu z bakaliami według sztuk Ingmara Villqista. Spektakle te stały się pierwszymi polskimi sztukami telewizyjnymi poruszającymi temat homoseksualizmu. Na festiwalu Dwa Teatry nagrodę za rolę Maga w spektaklu Beztlenowce otrzymał Redbad Klynstra. Kilka miesięcy później powstały kolejne dwie jednoaktówki w oparciu o dramaty Vilqista: Fantom oraz 51 minut. Tytułowe 51 minut to historia umierającego na AIDS Jerga w tej roli Adam Woronowicz przy którym czuwa jego matka – Stanisława Celińska. Oboje za swoje kreacje otrzymali honorowe nagrody jury podczas festiwalu Dwa Teatry.
Następnie wyreżyserował Hamleta dla programu 1 TVP. Za Elsynor posłużyły mu klaustrofobiczne podziemia kopalni w Wieliczce. W obsadzie znalazły się trzy pokolenia gwiazd polskiego kina i teatru w tym Grażyna Szapołowska i Janusz Gajos w rolach Klaudiusza i Gertrudy, Zbigniew Zapasiewicz jako Poloniusz i Andrzej Chyra jako Laertes. W rolach przyjaciół Hamleta wystąpili: Jacek Poniedziałek (Horacy), Redbad Klynstra (Rosencranz) i Wojciech Kalarus (Guilderstern). Hamleta zagrał debiutant Michał Czernecki, a Ofelię także debiutująca Kamilla Baar. Pokazywany na Festiwalu Filmowym w Kazimierzu otrzymał nagrodę publiczności: Korona Kazimierza Wielkiego.
Kolejnym spektaklem, który Barczyk zrealizował dla Teatru Telewizji było Na południe od granicy (2006) na podstawie powieści Haruki Murakamiego z Piotrem Szczerbicem i Ewą Bukowską w rolach głównych.

### Telewizja
Barczyk przez wiele lat był związany z Telewizją Polską, gdzie stworzył nowe formuły kultowych programów Pegaz oraz Kocham Kino i przez lata je reżyserował. Współtworzył kanał TVP Kultura, odpowiadając za produkcję dziesiątek programów i prowadzenie codziennego, autorskiego, trzygodzinnego pasma eksperymentalnego Strefa atlernatywna.
W latach 2011–2015 był dyrektorem najstarszego polskiego państwowego studia filmowego S.F.KADR. Jako producent, koproducent i współproducent zrealizował kilka pełnometrażowych filmów fabularnych i dokumentalnych innych twórców w tym Sąsiady, Papusza, Jesteś Bogiem, Whisky z mlekiem, Piąta pora roku.
W 2023 roku poślubił Marietę Żukowską w Rzymie.

## Filmografia
- 1999 – Patrzę na ciebie, Marysiu – reżyser, scenarzysta, producent
- 2003 – Przemiany – reżyser, scenarzysta, producent
- 2007 – Nieruchomy poruszyciel – reżyser, scenarzysta, aktor
- 2011 – Gli Italiani – reżyser, scenarzysta, producent
- 2015 – Hiszpanka – reżyser, scenarzysta, producent
- 2017 – Soyer – reżyser, scenarzysta, producent
- 2023 – Próba łuku - reżyser, scenarzysta, producent

### Filmy krótkometrażowe
- 1997 – Wrogowie ognia – współpraca
- 2005 – Pajęczyna szczęścia – aktor

### Etiudy
- 1995 – Historia podejrzana – reżyser, aktor
- 1995 – Kołobrzeg – reżyser, scenarzysta
- 1995 – Letni poranek – współpraca
- 1995 – Max – reżyser, montażysta
- 1995 – Scenka 5 w Niemcy – reżyser
- 1995 – Portret ojca – współpraca
- 1996 – Nic się nie stało – reżyser
- 1996 – Zagraj to jeszcze raz, sam – realizacja telewizyjna
- 1996 – Zanim powiesz „kocham” – współpraca operatorska
- 1996 – scenka bez tytułu – reżyser
- 1998 – Irytujące buczenie lodówki – reżyser
- 1998 – Nie wiem, jak będzie – reżyser
- 2001 – Idź do przodu – opieka pedagogiczna
- 2001 – Kierunek stolica – opieka artystyczna
- 2001 – Następny dzień – opieka pedagogiczna
- 2001 – Spokój w głowie – opieka pedagogiczna
- 2002 – Na razie – opieka pedagogiczna
- 2007 – Żeby nie było niczego – opieka artystyczna
- 2008 – Trening – opieka artystyczna
- 2008 – Universal Spring – opieka pedagogiczna

## Teatr Telewizji
Barczyk jest także reżyserem kilku sztuk Teatru Telewizji:
- Beztlenowce (2001, z Mają Ostaszewską, Karoliną Gruszką, Małgorzatą Hajewską-Krzysztofik, Redbadem Klynstrą i Arturem Urbańskim),
- Hamlet (2003, z Michałem Czerneckim, Januszem Gajosem, Grażyną Szapołowską, Kamillą Baar i in.),
- Fantom (2003, z Mają Ostaszewską, Urszulą Grabowską, Maciejem Kozłowskim i Wojciechem Kalarusem),
- 51 minut (2003, ze Stanisławą Celińską, Adamem Woronowiczem i Bogusławem Sochnackim),
- Na południe od granicy (2006; na podstawie powieści Murakamiego; w rolach głównych – Piotr Szczerbic, Ewa Bukowska, Karolina Lutczyn, Monika Pikuła),
- Brzeg – Opole (2006, z Joanną Drozdą i Martą Ojrzyńską).

## Nagrody i wyróżnienia
- 2000 – nagroda za debiut reżyserski na Festiwalu Polskich Filmów Fabularnych w Gdyni za film Patrzę na ciebie, Marysiu
- 2000 – Nagroda im. Andrzeja Munka przyznawana przez PWSFTviT za film Patrzę na ciebie, Marysiu
- 2001 – nagroda specjalna na MTF w Mannheim za film Patrzę na ciebie, Marysiu
- 2001 – wyróżnienie jury ekumenicznego na MTF w Mannheim za film Patrzę na ciebie, Marysiu
- 2001 – nagroda dla najlepszego spektaklu Teatru Tv Beztlenowce na Lecie Filmów w Kazimierzu Dolnym
- 2002 – nagroda za reżyserię spektaklu Beztlenowce na Krajowym Festiwalu Teatru Polskiego Radia i Teatru TV „Dwa Teatry” w Sopocie
- 2003 – nagroda Prezesa Zarządu Telewizji Polskiej na FPFF w Gdyni
- 2003 – Nagroda FIPRESCI za „niespotykaną intensywność, jaką zademonstrowali wszyscy aktorzy, portretując swoich bohaterów” na Międzynarodowym Festiwalu Filmowym w Turynie za film Przemiany
- 2003 – Nagroda Młodych (Cinemavenire Award) za „rygorystyczną i zasadniczą narrację, za znakomitą reżyserię aktorów, oraz za pokazanie łamania skorupy rodziny, która za niepewną równowagą skrywa patologie i niewyjaśnione urazy” na MFF w Turynie za film Przemiany
- 2003 – Specjalna Nagroda Jury za „niespotykaną intensywność, jaką zademonstrowali wszyscy aktorzy, portretując swoich bohaterów” na MFF w Turynie za film Przemiany
- 2004 – Platynowa Nagroda REMI w kategorii: Performance Arts na WorldFest Independent Film Festival w Houston za spektakl 51 minut
- 2004 – nagroda dla najlepszego spektaklu Teatru Tv Hamlet na Lecie Filmów w Kazimierzu Dolnym